# Esquerra Valenciana
|  | Aquest article tracta sobre el partit dissolt el 1939. Vegeu-ne altres significats a «Esquerra Valenciana (1998)». |

Esquerra Valenciana va ser un partit valencià d'esquerres fundat en 1934, que propugnava el dret a l'autodeterminació del País Valencià. Hi pertanyeren personatges històrics com Vicent Marco i Miranda, Gaietà Huguet i Segarra o Manuel Sanchis i Guarner. La seua implantació era principalment a les comarques del voltant de València.

## Ideologia
El partit va quedar definit des dels inicis com una formació republicana, interclassista i esquerrana. La principal faceta ideològica era la defensa del fet nacional valencià, de la seua llengua i la seua cultura, així com la reivindicació política de la independència del País Valencià dins d'una República Federal Espanyola. Compartia ideologia i estratègia política amb el partit Esquerra Republicana de Catalunya, amb qui els contactes eren habituals.

## Història
Fou fundada el 26 de juliol de 1934 per una escissió del Partit d'Unió Republicana Autonomista (PURA), promoguda per sectors de la Ciutat de València entre els qui hi havia Vicent Alfaro, Hèctor Altabàs, o els diputats Juli Just, Vicent Marco Miranda i Faustí Valentín, ex-alcaldes de València estos dos últims. Entre els motius que propiciaren la fundació del nou partit estaven el desencís amb el PURA per haver abandonat l'ideari reformista en pro d'una ideologia cada vegada més conservadora i d'haver practicat una política antiautonomista durant el primer bienni republicà, així com el desencís per la participació del Partit Republicà Radical, amb qui el partit republicà estava vinculat, al govern del Bienni conservador. Els diputats d'EV formaven part de la minoria radical demòcrata, el grup esquerrà que, sota la direcció de Martínez Barrio havia abandonat el Partido Radical poc abans, i que s'integraria en 1935 en Unió Republicana. La seua àrea d'influència inicial va ser la Ciutat de València i rodalia.
La seua ideologia esquerrana va fer que fóra un dels partits perseguits pel govern radical-cedista després del fracàs de la revolució d'octubre de 1934, en la que no va participar. Els seus regidors foren suspesos i les seues seus clausurades. Esquerra Valenciana col·laborà amb Izquierda Republicana i amb l'Agrupació Valencianista Republicana (després Partit Valencianista d'Esquerra) per a la creació d'una plataforma electoral republicana comuna, que acabaria sent el germen del Front d'Esquerres del País Valencià a les eleccions de febrer de 1936.
Tot i la repressió governamental, Esquerra Valenciana va implantar-se durant 1935 més enllà del seu nucli inicial a la capital valenciana. Tanmateix, en el moment d'integrar-se al Front d'Esquerres, Esquerra Valenciana es trobava en un moment de gran debilitat, després que alguns dels seus membres fundadors abandonaren la formació (Just havia ingressat a Izquierda Republicana, mentre Valentín s'havia sumat a Unió Republicana). Tot i això, Esquerra Valenciana va obtindre un diputat pel districte de la ciutat de València, Vicent Marco, que s'integraria al grup parlamentari de l'Esquerra Catalana al Congrés dels Diputats.

L'Estrelada, senyera de lluita d'Esquerra Valenciana.

Al març de 1936 va celebrar el seu primer congrés. A l'abril, va obtenir dos compromissaris en les eleccions per triar als membres de l'assemblea que havia d'elegir al nou President de la República.
Amb el fracàs colpista al País Valencià i l'esclat de la Guerra Civil, Esquerra Valenciana va participar en el Comité Executiu Popular, que va prendre el poder en la ciutat de València durant el mes de juliol de 1936, i Josep Benedito es va fer càrrec de la delegació de Guerra. Al cap de poc de començar la Guerra Civil es va produir la integració de l'Esquerra Republicana del País Valencià de Gaetà Huguet en Esquerra Valenciana, la qual cosa va fer que el partit experimentara una considerable expansió en la província de Castelló, on tenia la seua major implantació el partit integrat.
Després de la dissolució del Comité, va formar part del seu successor, el Consell Provincial de València, sent Vicent Marco el seu representant a la institució. Durant la guerra, EV va aconseguir el seu màxim creixement i la seua major implantació, arribant a més de 10.000 afiliats en 1937, tot i això amb una presència a les comarques del nord i del sud prou més feble que no van ser tinguts en compte a l'hora de constituir-hi els nous òrgans de poder provincials, els nous Consells Provincials de Castelló i d'Alacant. Aqueix any es va celebrar el segon congrés del partit, en el qual es va triar a Vicent Alfaro com a secretari general. A partir de 1937 va mantindre converses amb l'altre gran partit valencianista d'esquerres, el Partit Valencianista d'Esquerra, per tal de fusionar-se, sense que tal moviment arribara a produir-se abans de la fi de la guerra.
No obstant la creixent força del moviment valencianista en aqueix moment, la Guerra Civil espanyola truncà diversos projectes polítics en què participava EV, el més important dels quals era un projecte d'Estatut d'autonomia valencià, amb el nom d'Avantprojecte d'Estatut d'Autonomía de la Regió Valenciana en l'any 1937. La falta d'interès de republicans, socialistes i comunistes, que no veien necessari abordar aquest assumpte fins a la fi de la guerra, va donar al trast amb els projectes autonomistes valencians.

## Recuperació del nom
Un partit amb el mateix nom va ser fundat en 1998 per part d'ex-militants d'Unitat del Poble Valencià, que acabarien integrant-se al Bloc Nacionalista Valencià en 2007 i posteriorment a Esquerra Republicana del País Valencià en 2017.